# 聖弗蘭西斯科德奧胡埃拉
聖弗蘭西斯科德奧胡埃拉（西班牙語：San Francisco de Ojuera），是洪都拉斯的城鎮，位於該國西北部，由聖巴巴拉省負責管轄，始建於1895年，面積195.70平方公里，海拔高度334米，2001年人口5,364，人口密度每平方公里27.41人。
14°45′N 88°11′W / 14.750°N 88.183°W